# Břeněk Švihovský z Dolan
Břeněk Švihovský z Dolan (před 1400 – 25. března 1420 poblíž Sudoměře u Strakonic) byl český šlechtic, přívrženec husitství a posléze jeden z prvních husitských hejtmanů. Po své smrti na počátku husitských válek v bitvě u Sudoměře byl oslavován jakožto husitský mučedník.

## Život

### Mládí
Pocházel z dolanské větve šlechtického rodu Švihovských z Rýzmberka, zejména ve 14. a 15. století mocného západočeského rodu, se sídlem na tvrzi v Dolanech poblíž Klatov, kde se patrně také narodil. Měl několik sourozenců, připomínáni jsou bratři Půta a Děpold.

### Husitství
Po upálení mistra Jana Husa se přidal na stranu vznikajícího husitského hnutí. Účastnil se chiliastických poutí na hory, opakovaně se také setkával s plzeňským kališnickým kněžím Václavem Korandou. Ten ke konci září 1419 přivedl od Plzně na návrší Na Křížkách procesí s Tělem Božím a radil na tomto shromáždění lidem, aby místo hole poutnické si vzali do rukou meč. Husité ze západních a jižních Čech se pak začali setkávat u Žinkov nedaleko Klatov a následně se uskupení, které dle kronikáře Vavřince z Březové a jeho Husitské kroniky dosáhlo na 4000 účastníků, pod Korandovým duchovním a Švihovského vojenským vedením vydalo směrem k Vltavě, aby pokračovalo na Prahu na všehusitský sjezd. Ozbrojený dav pak 4. listopadu 1419 kdesi nad bývalým brodem u vsi Živohošť svedl neúspěšnou bitvu s katolickým vojskem pod vedením Petra ze Šternberka. Ačkoliv jej prameny přímo nezmiňují, je pravděpodobné, že se této první bitvy husitů Švihovský zúčastnil.

### Bitva u Sudoměře
Spolu s Korandou a ozbrojenci Jana Žižky pak pobýval v Plzni, odkud po jejím obležení katolickým vojskem byli nuceni husité v počtu asi 400 lidí odejít. Směřovali do jižních Čech s úmyslem se usadit v nově vznikající husitské komunitě, pozdějším městě Tábor. Výprava vyrazila z Plzně 23. března 1420, 25. března byla však vojensky konfrontována s oddíly těžké jízdy plzeňského landfrýdu, k nimž se připojily oddíly strakonických johanitů v čele s  Jindřichem z Hradce a další oddíly vedené kutnohorským mincmistrem Mikešem Divůčkem z Jemniště a Petrem ze Šternberka, jež operovaly v Píseckém kraji.
Podle Vavřince z Březové byl v bitvě u Sudoměře Břeněk Švihovský vrchním husitským polním velitelem, uvádí ho mezi třemi vůdčími osobnostmi na prvním místě a zmiňuje, že byl "na špici", tedy v čele bitevního šiku. Žižka byl patrně hodnostně vedle něho a řídil takticko–operační záležitosti spjaté s bitvou (výběr terénu, vozová hradba) a pochodem kolony. Vzhledem k Žižkovým vojenským zkušenostem z Plzně je ale pravděpodobnější, že byl vrchním velitelem on (a Břeněk je jmenován jako první jakožto člen panského rodu). Ačkoli skončila bitva pro husity vítězně, Břeněk byl v boji zabit.

### Po smrti
V časech počínajícího husitství byla jeho smrt vykládána jako akt mučednictví a jeho jméno řazeno vedle upálených Husa či Jeronýma Pražského.

### Rodina
Bratr Děpold se posléze stal bojovníkem proti husitům, podobně jako rodinní příbuzní Vilém a Jan Švihovští z Rýzmburka. S Vilémem se mj. podílel na bránění Plzně obležené husity v letech 1433 až 1434.